# ТХВ Кил
ТХВ Кил е клубен отбор по хандбал от гр. Кил, Шлезвиг-Холщайн, Германия.
Играе в германската Първа лига по хандбал и е рекордьор на страната с 15 национални титли.
2007 г. е най-успешната година в историята на клуба, като THW завършва с троен успех, печелейки шампионата на вътрешната лига и турнира за националната купа заедно с EHF Шампионската лига.
Национален шампионат на Германия – 15 победи: 1957, 1962, 1963, 1994, 1995, 1996, 1998, 1999, 2000, 2002, 2005, 2006, 2007, 2008, 2009 г.
Национална купа на Германия – 6 победи: 1998, 1999, 2000, 2007, 2008, 2009 г.
EHF Шампионска лига – 1 път: 2007 г.
EHF Шампионска лига, финалисти – 3 пъти: 2000, 2008, 2009 г.
EHF купа – 3 пъти: 1998, 2002, 2004 г.
EHF Шампионска лига, трофей за мъже – 1 път: 2007 г.
Европейски клубен шампионат, финалисти: 1 път – 2004 г.